# Ruta Estatal de California 170
La Ruta Estatal de California 170 (en inglés: California State Route 170) es una carretera estatal estadounidense ubicada en el estado de California. La carretera inicia en el Sur desde la SR 2  en Hollywood hacia el Norte en la I 5  en Sun Valley, y tiene longitud de 12,3 km (7.637 mi).

## Mantenimiento
Al igual que las autopistas interestatales, y las rutas federales y el resto de carreteras estatales, la Ruta Estatal de California 170 es administrada y mantenida por el Departamento de Transporte de California por sus siglas en inglés Caltrans.

## Cruces
La Ruta Estatal de California 170 es atravesada principalmente por la US 101  , SR 134  en North Hollywood.
| Miliario | Salida | Destinos                                      | Notas                                                        |
| --- | ------ | --------------------------------------------- | ------------------------------------------------------------ |
| 9.10 |        | Highland Avenue                               | Continuación más allá de la SR 2                             |
| 9.10 |        | SR 2 (Santa Monica Boulevard)                 |                                                              |
| 9.61 |        | Sunset Boulevard                              |                                                              |
| 9.85 |        | Hollywood Boulevard                           |                                                              |
| 10.69 7.84 |        | US 101 sur (Hollywood Freeway) – Los Ángeles  | Interchange; extremo sur de la US 101                        |
| Extremo sur de la autopista de la US 101                                                                                  |        |                                               |                                                              |
| 9.22 | 11A    | Barham Boulevard – Burbank                    | Señalizada como Salida 11 sur                                |
| 9.60 | 11B    | Universal Studios Boulevard                   | Salida y entrada norte; sirve al Universal Studios Hollywood |
| 10.34 | 12A    | Lankershim Boulevard – Universal City         |                                                              |
| 10.56 | 12B    | Ventura Boulevard                             | Sin saluda Sur                                               |
| 11.11 | 12C    | Vineland Avenue                               | Señalizada como Salida 12B sur                               |
| 11.65 | 13B    | SR 134 east (Autopista Ventura) – Pasadena    | Salida Sur y entrada Norte                                   |
| 11.80 R14.50 | 5B     | US 101 norte (Autopista Ventura) – Ventura    | Extremo norte de la US 101; Salida norte y entrada sur       |
| R14.78 | 6A     | Riverside Drive                               | Salida Sur y entrada Norte                                   |
| R15.37 | 6B     | Magnolia Boulevard – North Hollywood          | Señalizada como Salida 6 norte                               |
| R15.99 | 7      | Burbank Boulevard                             |                                                              |
| R16.63 | 8A     | Oxnard Street                                 |                                                              |
| R17.25 | 8B     | Victory Boulevard                             |                                                              |
| R18.27 | 9      | Sherman Way                                   |                                                              |
| R19.72 | 10     | Roscoe Boulevard                              |                                                              |
| R20.10 | 11A    | Sheldon Street                                | Salida norte y entrada sur                                   |
| R20.55 | 11B    | I 5 norte (Golden State Freeway) – Sacramento | Salida norte y entrada sur                                   |
| 1.000 mi = 1.609 km; 1.000 km = 0.621 mi Cerrada/Antigua • Terminal concurrente • Acceso incompleto • Propuesta/Sin abrir |        |                                               |                                                              |

1. 1 2 3 4 5 6 7 8  Indica que el miliario representa la distancia de la US 101 y no la de la SR 170.